# Schlacht am Waterberg
Als Schlacht am Waterberg wird eine Reihe von Gefechten zwischen den Herero und der deutschen Schutztruppe für Deutsch-Südwestafrika und ihren einheimischen Verbündeten am Waterberg am 11. August 1904 bezeichnet. Die Herero sprechen von der Schlacht von Ohamakari (otjiherero ovita yOhamakari). Nach viereinhalb Monaten des Kolonialkrieges zwischen den Herero und dem Deutschen Reich in Deutsch-Südwestafrika hatten sich die Herero-Stämme, insgesamt über 60.000 Menschen, mit ihren Viehherden am Waterberg versammelt. Der militärische Befehlshaber der Deutschen, Generalleutnant Lothar von Trotha, versuchte, die Herero einzukesseln, um sie in einer Umfassungsschlacht militärisch vernichtend zu schlagen. Dies misslang aufgrund unzureichender Planung und des Versagens einiger Kommandeure. Die Herero unter Samuel Maharero entkamen in die Wüste Omaheke nach Südosten, stellten militärisch aber keine Bedrohung mehr dar. Trotha ließ die Omaheke teilweise abriegeln und unterband durch nachsetzende Truppen die Wasserversorgung, so dass große Teile des Hererovolkes verdursteten. Dieses Vorgehen der deutschen Seite unmittelbar nach der Schlacht am Waterberg wird in der Wissenschaft als Völkermord bewertet. Rund 80 Prozent des Hererovolkes verloren im Rahmen dieses Völkermordes ihr Leben. Aus damaliger Sicht des Deutschen Reichs galt die Schlacht am Waterberg als entscheidender Sieg. Aus Sicht der Herero steht das Gefecht von Omahakari am Anfang der Zerschlagung der Herero-Gesellschaft.

## Vorgeschichte
Seit dem Beginn des Aufstands der Herero im Januar 1904 bis zum 11. Juni 1904 wurden die deutschen Truppen von Gouverneur Theodor Leutwein geführt. Nach viereinhalb Monaten Krieg war der Hauptteil des Landes sicher in deutscher Hand. Die Herero hatten sich bis an das Hochplateau des Waterberges im Nordosten der Kolonie zurückgezogen. Leutwein plante eine konzentrische Aktion gegen den Waterberg, um die Herero zur Kapitulation zu zwingen. Im Mai 1904 wurde er als Oberbefehlshaber der Schutztruppe abgelöst, da man in Berlin unzufrieden mit dem langsamen Verlauf des Krieges war und auf eine schnelle militärische Lösung setzte. Leutweins Nachfolger, Generalleutnant Lothar von Trotha, verfolgte ein anderes Kriegsziel, nämlich die vollständige Unterwerfung der Herero.
Entsprechend der herrschenden militärischen Doktrin der Deutschen sollte der Angriff am Waterberg eine Entscheidungsschlacht sein, entweder durch einen vernichtenden militärischen Sieg oder indem die Kapitulation der Herero erzwungen werden würde. Um einen Rückzug des Feindes zu verhindern, sollte ein konzentrischer Angriff geführt werden. Dazu wurden die Truppen geteilt und um den Waterberg herum aufgestellt. Diesen Plan hatte Leutwein bereits entworfen. Trotha verzögerte den Angriff aber noch, um seine Truppen weiter zu verstärken. Der Transport von Truppen und Nachschub über 100 Kilometer per Ochsenkarren durch unwegsames Gelände zum Waterberg nahm über zwei Monate in Anspruch.
Am Waterberg hatten sich die vereinigten Stämme der Herero unter zunehmend prekären Bedingungen versammelt, insgesamt über 60.000 Menschen mit Viehherden. Es ist nicht bekannt, warum sie nicht nach Ovamboland oder Britisch-Betschuanaland flohen oder sich auflösten. Die Zahl der Herero-Krieger wird auf 6000 geschätzt. Die Deutschen führten 4000 Mann mit 36 Geschützen und 14 Maschinengewehren ins Feld.

## Ausgangslage

Stellung der Deutschen und der Herero am Tage vor dem Gefecht am Waterberg

Blick auf den Waterberg von der unteren Station aus, vor 1910

Da man auf deutscher Seite einen Ausbruchsversuch der Herero nach Westen in das Gebiet der Kolonie erwartete, stärkte Trotha vor allem den westlichen Flügel unter dem Kommando von Berthold Deimling. Die zweitstärkste Abteilung führte Ludwig von Estorff im Osten, während die schwächeren Einheiten im Norden und Nordosten sich das Gelände zu Nutze machen sollten, um dort den Weg zu versperren. Die schwächsten Truppen führte Hermann von der Heyde im Südosten zwar mit acht Geschützen, aber ohne Maschinengewehre. Trotha hatte sein Hauptquartier bei den Truppen im Süden unter Oberstleutnant Karl Max Müller. Horst Drechsler sieht hinter dieser Aufstellung den Plan Trothas, die Herero in die Omaheke zu treiben, damit sie in der Wüste umkommen sollten. Isabel Hull hält dagegen, dass sich hier militärische Inkompetenz der Deutschen manifestiere. Trotha habe gehofft, am Waterberg die entscheidende Schlacht zu schlagen, einen Ausbruchsversuch nach Westen antizipiert und deshalb die Kräfte im Südosten geschwächt, weil hier ein Ausbruchsversuch am unwahrscheinlichsten erschien. Die Erschöpfung seiner Truppen und die Fehler zweier Kommandeure hätten einen vernichtenden Sieg verhindert. Matthias Häussler kritisiert die Neigung Drechslers, die Ereignisse intentionalistisch und deterministisch zu schildern. Dadurch stilisiere er die Herero zum bloßen Spielball der deutschen Kriegsmaschinerie, ohne sie als Gegner ernst zu nehmen, und reproduziere damit das Selbstbild der Kolonisatoren.

## Kampfgeschehen
Die Schlacht begann am Morgen des 11. August 1904, als die Truppen Deimlings von Westen und die Truppen Estorffs von Osten her am Waterberg vorrückten. Laut Plan sollten sie erst am zweiten Tag weiter nach Süden vorstoßen. Während die Einheiten im Norden und Nordwesten nur eingreifen sollten, wenn die Herero bei ihnen durchzubrechen versuchten, hatten Truppen unter Müller im Süden und unter Heyde im Südosten den Auftrag, die Wasserstelle Hamakari konzentrisch anzugreifen. Dadurch sollten die Herero gegenüber Deimlings und Estorffs Truppen eingekreist werden. Als Heyde Artilleriefeuer hörte, rückte er jedoch in die falsche Richtung vor. Als er umkehren wollte, wurde er durch heftiges Feuer der Herero gestoppt. Er nahm auch keinen Kontakt mit dem Hauptquartier auf. So gelang es ihm nicht, die Wasserstelle Hamakari zu erreichen.
Zu Kämpfen kam es vor allem im Süden und Südosten sowie bei der Abteilung Heyde. Die Abteilung Müller wurde während eines mehrstündigen Feuergefechts zeitweise umzingelt und verlor 12 Soldaten durch Tod und 33 durch Verwundung. Nicht zuletzt unter dem Eindruck des deutschen Artillerieeinsatzes, der Opfer unter den 50.000 Männern, Frauen und Kindern und den Viehherden forderte, befahl Samuel Maherero den Ausbruch nach Südosten, wo am wenigsten Widerstand zu erwarten war. Zudem hatte Deimling nicht an der Station Waterberg innegehalten, sondern war weiter vorgerückt. Damit trieb er die Herero vor sich her und durch die Lücke, die Heyde gelassen hatte. Die Herero entkamen in die Wüste Omaheke. Auf deutscher Seite wurden 26 Tote und 60 Verwundete gezählt. Die Zahl der Opfer unter den Herero, die ihre Gefallenen nach Möglichkeit mitnahmen, ist unbekannt. Alle Männer, welche die Schutztruppler gefangen nahmen, wurden sofort erschossen. Frauen waren zwar zu verschonen. Dennoch sind zahlreiche Erschießungen dokumentiert.
Trotha berichtete wahrheitswidrig einen totalen Sieg nach Berlin. Zwar hatten die Deutschen die Herero besiegt, die danach keinen nennenswerten Widerstand mehr zu leisten vermochten. Aber die eigenen Ziele hatte Trotha höher gesteckt. Auch wenn die offizielle Kriegsgeschichtsschreibung des deutschen Generalstabes dies später bestreiten sollte, war ein Entkommen der Herero nicht vorgesehen gewesen. Der Versuch, eine konzentrische Operation durchzuführen, scheiterte an den Gegebenheiten in Deutsch-Südwest, namentlich an der Schwierigkeit des Geländes und den unzureichenden Kommunikationsmitteln. Das Hauptquartier war nicht in der Lage, die einzelnen Abteilungen zu lenken und damit unfähig, die überambitionierten Ziele zu erreichen. Trotha argumentierte später, dass das Scheitern der Einkreisung es unmöglich gemacht habe, auf Kapitulationsangebote der Herero einzugehen, da dies ohne einen totalen militärischen Sieg als Zeichen der Schwäche ausgelegt worden wäre. Am 13. August befahl er die Verfolgung aufzunehmen, aber die Truppen waren erschöpft.

## Nachsetzen

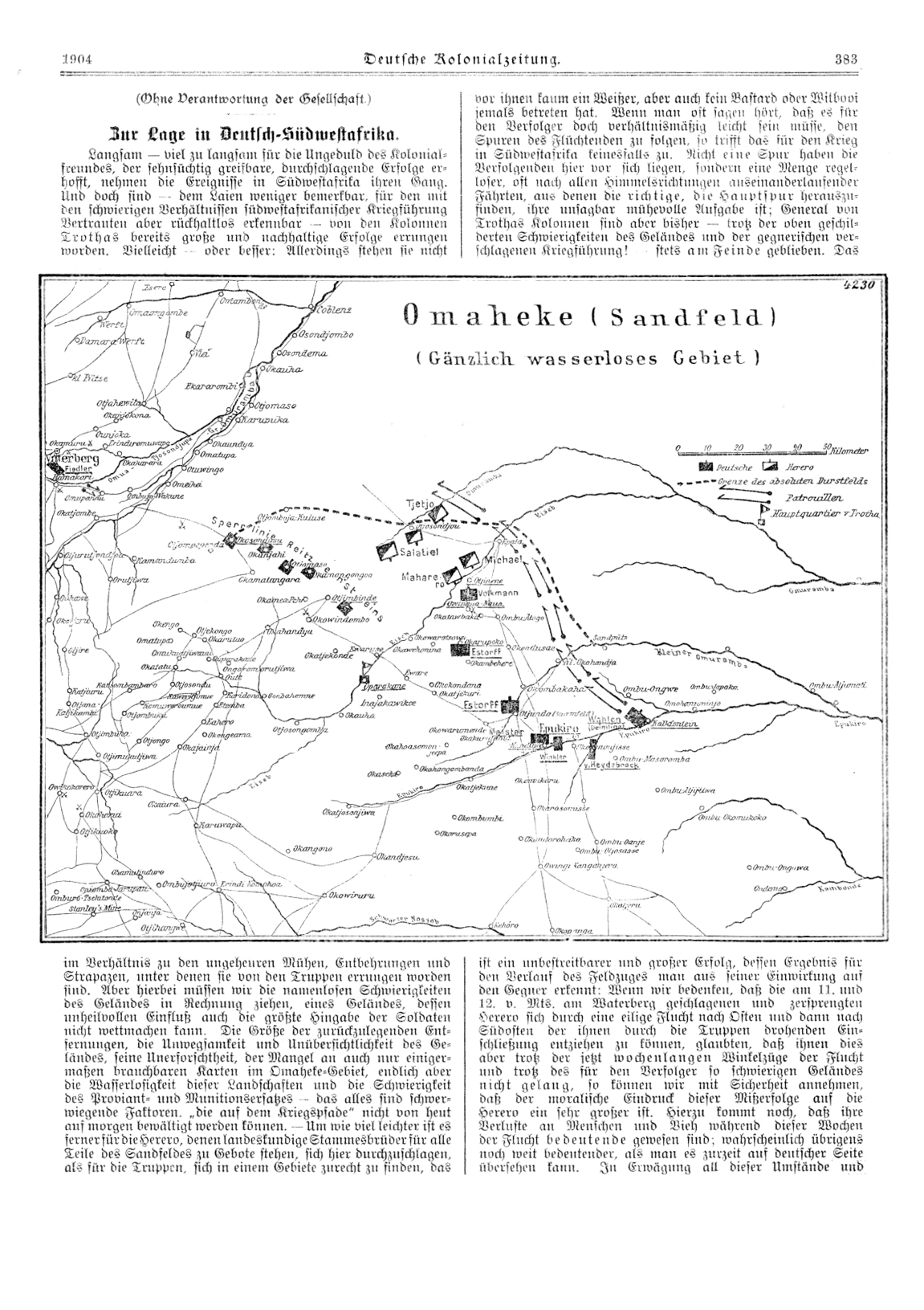
Artikel mit Lageskizze in der Deutschen Kolonialzeitung vom 29. September 1904

Von Trotha befehligte die deutschen Truppen in die Wüste, um eine Reorganisation der Herero zu verhindern. Insbesondere die Wasserstellen dienten dabei als strategische Ziele, denen auch der Treck der Herero ostwärts folgte. Die fliehenden Herero verbrauchten jedoch alle Wasserstellen, sodass von Trotha am 14. August den Rückmarsch befahl. Nachdem die erste Verfolgung der Herero nach wenigen Stunden aus Mangel an Verpflegung hatte abgebrochen müssen und effektiv erst am 16. August aufgenommen werden konnte, vermochten die Deutschen die Herero nicht mehr zu stellen. Es kam allenfalls zu kleineren Scharmützeln und Rückzugsgefechten oder zu Überfällen auf versprengte Gruppen. Gefangene Herero, auch Frauen mit Kindern, wurden getötet. Ab Ende September 1904 bestand keine Aussicht auf weitere Gefechte. Die Herero waren so weit in die Omaheke vorgerückt, dass die Deutschen ihnen nicht mehr folgen konnten. Am 2. Oktober erließ Trotha eine Proklamation, in der es hieß: „Innerhalb der Deutschen Grenzen wird jeder Herero mit und ohne Gewehr, mit oder ohne Vieh erschossen, ich nehme keine Weiber oder Kinder mehr auf, treibe sie zu ihrem Volke zurück, oder lasse auf sie schießen.“
Während nur wenige Herero am Waterberg fielen, starben die meisten in der Omaheke-Wüste, meist verdurstet und entkräftet. Es gab zwar eine Abfolge von Wasserstellen, die jedoch für die Masse des Herero-Zuges nicht annähernd ausreichten. Deutsche Patrouillen berichteten, vielfach Erdlöcher von oft acht, aber auch bis zu 16 Metern Tiefe gefunden zu haben, um die Tote lagen, die verzweifelt nach Wasser gegraben hatten. Die Flucht fiel in die Trockenzeit des Winters, der neben Nachtfrost erst im November neuen Regen erwarten lässt. Samuel Maharero selbst schaffte es mit etwa 1000 Mann durch die Kalahari ins Betschuanaland im britischen Protektorat. Diese boten ihm Asyl unter der Bedingung, alle Kampfhandlungen einzustellen. Einem britischen Bericht nach gelangten bis Ende 1905 nur 1175 Herero bis ins britische Protektorat, so die Zahl der Asylgesuche.
Matthias Häussler argumentiert, dass Trotha bis Ende September bzw. Anfang Oktober 1904 an seiner Strategie festgehalten habe, die Herero zu einer Entscheidungsschlacht zu stellen. Als klar geworden sei, dass die Herero nicht mehr weiter verfolgt werden konnten, habe er einen Strategie-Wechsel vollziehen müssen. Die Proklamation habe zwar nicht zwingend auf die systematische Vernichtung der Herero abgezielt, aber es sei ihr ein von Grund auf genozidaler Zug zu eigen gewesen. Sie habe zur endgültigen Entfesselung autotelischer Gewalt geführt. Der Schritt von der Vertreibung zur Ausrottung sei nur noch sehr kurz gewesen. Als klar geworden sei, dass der Gegner ausgerottet werden würde, habe man trotzdem an dem Vorgehen festgehalten und damit die Grenze zum Genozidalen überschritten.

## Erinnerungskultur
Die „Schlacht am Waterberg“ gilt in der populären deutschen Literatur als wichtigstes Ereignis des Jahres 1904. Sie steht für den Sieg der Deutschen über die „Aufständischen“ und damit die „Befriedung“ der Kolonie. Die militärstrategische Bedeutung des Waterbergs und dass an seinem Fuße eine deutsche Siedlung lag, machten den Waterberg zu einer wichtigen Landmarke des Krieges. Vor allem aber stilisierte die zeitgenössische Kolonialliteratur den Berg zu einer geschichtsträchtigen Landschaft und zum Symbol für den Krieg. Larissa Förster argumentiert, dass der Waterberg anders als weite Teile Südwestafrikas am ehesten einer deutschen Landschaft glich und die Landschaft zur Projektionsfläche für Bilder und Gefühle wurde, die der Heroisierung und Glorifizierung des Krieges dienten.

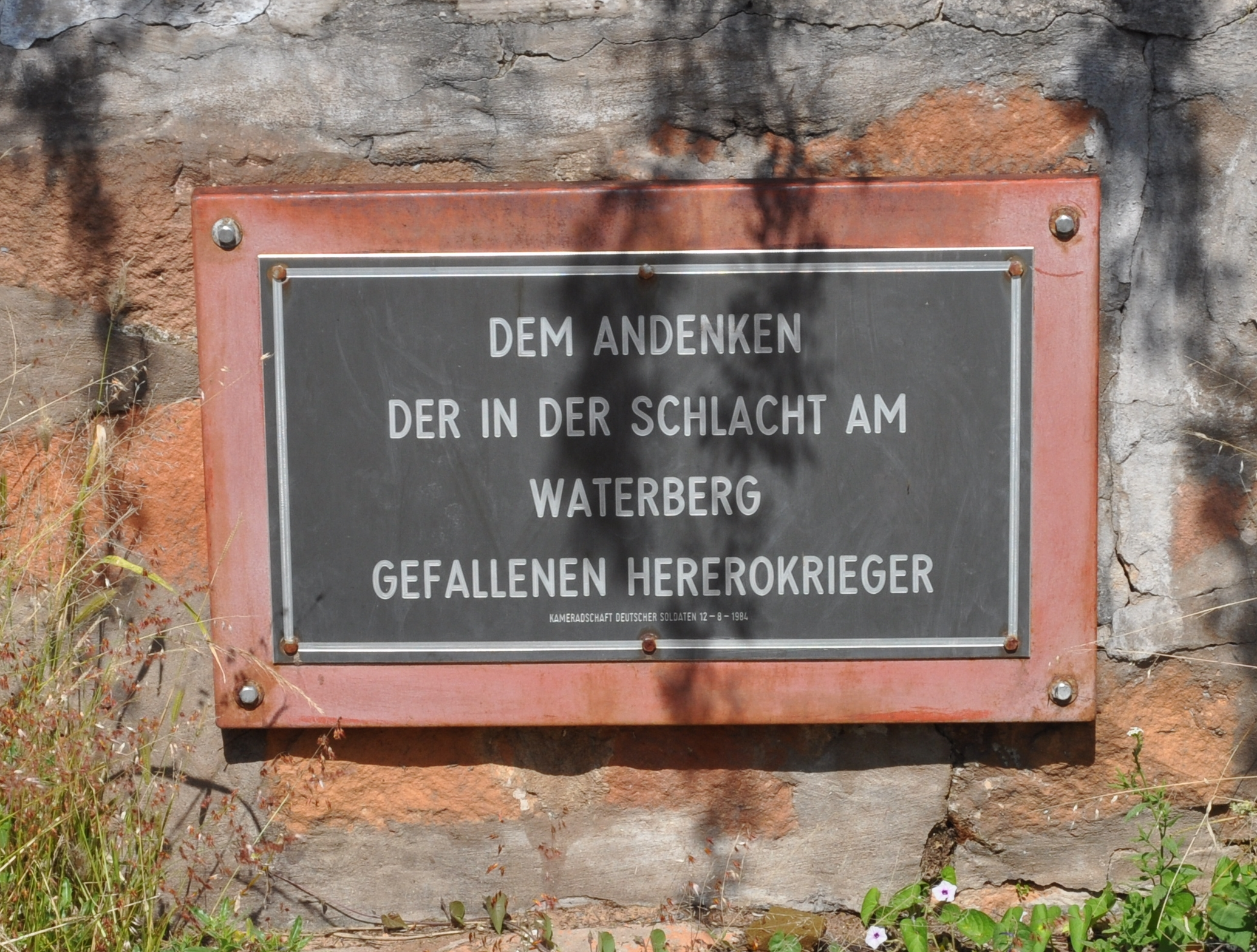
Gedenkplakette für die gefallenen Herero am Waterberg, angebracht 1984
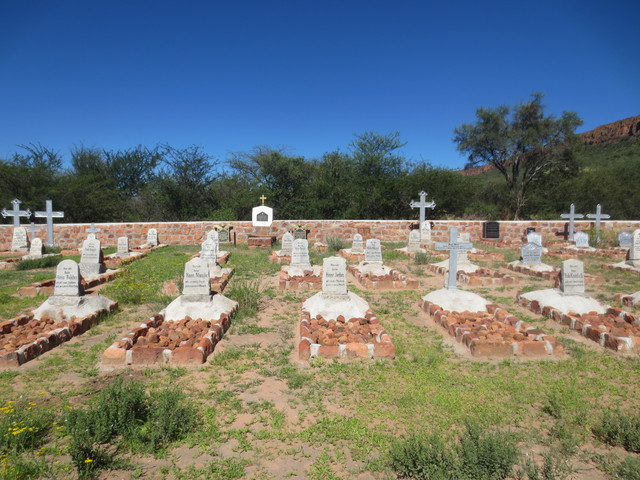
Deutscher Soldatenfriedhof am Waterberg

In der lokalen Erinnerungskultur der weißen Farmer stellt sich die „Schlacht am Waterberg“ aber nicht als eine große Schlacht dar, sondern als Abfolge mehrerer kleiner Gefechte. Dass es nicht zu einer „Vernichtungsschlacht“ kam, spricht in ihren Augen gegen einen Völkermord. Für sie spielen die Soldatenfriedhöfe am Fuße des Waterbergs eine größere Rolle als die Erinnerung an die Gefechte selbst. Teile des ehemaligen Kampfgebietes befinden sich auf der heutigen Gästefarm Hamakari, auf der auch noch Gräber deutscher Soldaten vom Kampf zeugen. Unweit hiervon erinnert Waterberg Wilderness an die Schlacht im Rahmen eines geschichtlichen Wanderweges. Von deutschsprachigen Namibiern werden die Kriegsgräber als Kulturdenkmäler gesehen und als Ausdruck der Verwurzelung deutscher Namibianer im Land. Bis zum Jahr 2003 wurde jährlich eine Gedenkfeier am Waterberg Friedhof abgehalten. Bereits die deutsche Schutztruppe beging ab 1905 den Jahrestag der Schlacht. Eine erste offizielle Gedenkfeier wurden 1923 auf dem deutschen Friedhof abgehalten.
Für die hererosprachigen Namibier steht der Waterberg nicht symbolisch für den Krieg von 1904. Als Höhepunkt des Krieges gilt vielmehr das „Gefecht von Ohamakari“, benannt nach der Wasserstelle, in deren unmittelbaren Nähe am 11. August 1904 gekämpft wurde. Es wird einerseits als tapfer geführtes Gefecht, andererseits aber als das Ereignis betrachtet, das am Anfang der Zerschlagung der Herero-Gesellschaft stand, und wurde zu einem Symbol für Vertreibung, Entrechtung, Unterdrückung und Dezimierung. Während als das zentrale Erinnerungsritual der Herero der Maherero Day am 26. August gilt, der Tag, an dem Samuel Maherero 1923 beigesetzt wurde, entstand in den 1960er Jahren der Ohamakari Day, der in Okakarara oder der Farm Groß-Hamakari abgehalten wurde, aber nicht institutionalisiert werden konnte.
Am 14. August 2004 fanden in Okakarara die Gedenkfeiern zum 100. Jahrestag der Herero-Aufstände statt. Als Teilnehmerin sprach die damalige deutsche Bundesministerin für wirtschaftliche Zusammenarbeit und Entwicklung Heidemarie Wieczorek-Zeul eine ausdrückliche Entschuldigung für den Völkermord an den Herero und Nama durch die deutsche Kolonialmacht aus. Dabei wählte sie die christlichen Topoi des „gemeinsamen Vaterunsers“ und der „Vergebung unserer Schuld“. Sie vermied juristische Formeln, um die bisherige Argumentationslinie der Bundesregierung bezüglich Entschädigungsleistungen nicht zu durchbrechen. Yvonne Robel argumentiert, offensichtlich habe man angenommen, nach der Entschuldigung würden Wiedergutmachungsforderungen aus Namibia zurückgenommen. Das zum Ausdruck kommende Versöhnungskonzept beruhe auf Gegenseitigkeit. Die damit verknüpfte Absage an Entschädigungsforderungen habe es erleichtert, den Genozid als solchen zu benennen.

## Quelle
- Die Kämpfe der deutschen Truppen in Südwestafrika. Bd. 1. Der Feldzug gegen die Hereros. Auf Grund amtlichen Materials bearb. von der Kriegsgeschichtlichen Abteilung I des Großen Generalstabes. Mittler, Berlin 1906. (urn:nbn:de:gbv:46:1-9067).

## Filmische Interpretationen
- Andrew Botelle: Waterberg to Waterberg – In the Footsteps of Samuel Maharero. Windhoek 2014, Dokumentation, 61 Minuten. (Waterberg to Waterberg – In the Footsteps of Samuel Maharero auf Vimeo).